# Mar del Plata Challenger 1995
Il Mar del Plata Challenger 1995 è stato un torneo di tennis facente parte della categoria ATP Challenger Series nell'ambito dell'ATP Challenger Series 1995. Il torneo si è giocato a Mar del Plata in Argentina dal 13 al 19 febbraio 1995 su campi in terra rossa.

## Vincitori

### Singolare
Jiří Novák ha battuto in finale  Kris Goossens con il punteggio di 6–2, 3–6, 6–3

### Doppio
Javier Frana /  Luis Lobo hanno battuto in finale  Jordi Burillo /  Hernán Gumy con il punteggio di 7–6, 6–0